# Каморний Юрій Юрійович
Юрій Юрійович Каморний (рос. Юрий Юрьевич Каморный; 8 серпня 1944, Алапаєвськ, Свердловська область, РРФСР, СРСР — 27 листопада 1981, Ленінград, РРФСР, СРСР) — радянський російський актор. Заслужений артист РРФСР (1980).
Закінчив Ленінградський державний інститут театру, музики і кінематографії (1967).
Загинув 27 листопада 1981. Похований у Старій Русі.

## Фільмографія
Грав у фільмах:
- «Зося» (1967),
- «Кремлівські куранти» (1970, Рибаков),
- «Птахи наших надій» (1972),
- «Бути людиною» (1973)
- «Я чекатиму...» (1979, Петрович)
- «Гра без козирів» (1981, Томас Візбарас) та ін.

Знявся в українських кінокартинах:
- «Карантин» (1968, Ігор Лозицький),
- «Будні карного розшуку» (1973),
- «Блакитні блискавки» (1978, Котелов),
- «Клоун» (1980, т/ф, 2 а),
- «Від Бугу до Вісли» (1980, Дубінін).